# 勉县站
勉县站，位于中华人民共和国陕西省汉中市勉县，是阳安铁路上的火车站，建于1977年，由西安铁路局管辖。

## 車站周邊
- 勉县朗廷酒店
- 汉府大酒店
- 中国银行勉县支行
- 中国建设银行汉中勉县支行
- 中国邮政储蓄银行勉县城东支行
- 盛苑酒店
- 中国农业发展银行勉县支行
- 勉县粮食局

## 歷史
- 建于1977年。

## 外部連結
- 中国铁路客户服务中心（页面存档备份，存于）